# Bergendahls
Bergendahls med moderbolaget Bergendahl & Son Aktiebolag är ett familjeägt handelshus med säte i Hässleholm i norra Skåne.
Koncernen viktigaste del är affärsområdet inom livsmedel - Bergendahl Food. Dessutom finns ett affärsområde inom mode, Bergendahl Fashion, med Glitter som viktigaste varumärke, samt ett affärsområde med övrigt, Bergendahl Invest, med varumärkena Granit. År 2009 övertog man även rättigheterna till varumärket Duka efter företaget Dukas konkurs. Tidigare hade man även möbelkedjan Bolagret, men den gick i konkurs 2012.
Bergendahl Food stod för merparten av koncernens omsättning. Bolaget hade en omsättning på 9,4 miljarder kronor 2017. Företaget är majoritetsägare i butikskedjorna City Gross samt äger Eko Stormarknad. Marknadsandelen av svensk dagligvaruhandel var 7 % 2015  Bergendahl Food var livsmedelsgrossist med leveranser till butikskedjorna City Gross, Matöppet och Matrebellerna. Företaget var också leverantör för Vi-butikerna till oktober 2009.
Den 31 maj 2021 tillkännagavs att moderbolaget Bergendahl & Son säljer partihandelsverksamheten i dotterbolaget Bergendahl Food och 9,9% av City Gross till Axfood, som under fem år har option på att köpa ytterligare 20,1%. En affär på totalt 2,5 miljarder kronor, varav 1,5 miljarder för Bergendahl Food, 300 miljoner för de första 9,9% och 700 miljoner för resterande 20,1% av City Gross.

## Historia
Mikael Bergendahl startade 1922 en agentur för margarinfabriken Svea. Verksamheten började som en hobby, då Bergendahl egentligen arbetade som privat arbetsplatsförmedlingsföreståndare i Hässleholm. Distribution skedde per cykel och margarinlådorna packades i cykelns sidoväskor. Efter hand utökades sortimentet med ost, mjöl, konserver, konfektyrer och kundkretsen utvidgades till detaljhandlare, bagerier och restauranger. Cykeln ersattes av en tio år gammal T-Ford. Lagret låg i källaren till det så kallade Bensomska huset längst upp på Första Avenyen i Hässleholm och familjen Bergendahl bodde på andra våningen i samma byggnad.
Såväl lager som familj flyttade 1937 vidare till Östergatan där företaget var verksamt till 1979, då verksamheten flyttade ut på Läreda Industriområde. Bergendahl dog 1945 och då tog sonen Sixten Bergendahl över företaget och utökade sortimentet ytterligare. Dennes dotter Elisabeth Bergendahl-Mylonopoulos tog över företaget 1983 och 1988 tillträdde maken Spiros Mylonopoulos som koncernchef. 2012 övertog Peter Lund rollen som koncernchef. Lars Ljungälv, som tidigare suttit i bolagets styrelse och dessutom varit rådgivare till ägarfamiljen, blev ny koncernchef för Bergendahl & Son år 2018.